# La Soif (Nesbø)
La Soif est un roman policier norvégien de Jo Nesbø, le numéro 11 de la série Harry Hole, publié en 2017 en norvégien par les éditions Aschehoug, et en français par les éditions Gallimard, également en 2017.

## Trame narrative
Oslo, années 2010, des meurtres horribles se produisent : la police enquête, les médias essaient d'informer, le public s'angoisse à l'idée de vampirisme. Harry Hole, contre son gré, est amené à suivre une enquête sur un potentiel tueur en série.
L'action se déroule essentiellement dans l'agglomération d'Oslo, mais pourrait se passer n'importe où ailleurs, quitte à changer les noms des lieux et des personnages. Le repère 2010 ne s'explique pas par l'évocation d'un quelconque événement socio-politique spécifique, mais par l'application Tinder (2012), l'appartition des voitures Tesla, la généralisation des imprimantes 3D et des  podcasts, et malgré l'événement climatique improbable (sur Oslo) de la tempête tropicale Emilia (2006) (p. 140). Les sélections musicales ou playlists concernent surtout les années 50, 60, 70, 80, et 90.

## Personnages

### Les victimes
Les premières victimes sont trois femmes : Elise Hermansen (p. 12), Ewa Dolmen (p. 125), Pénélope Rasch (p. 162).
Le profil est trentenaire, active, célibataire, sans enfant, en recherche de partenaire masculin sur le réseau Tinder (site de rencontres avec géolocalisation), avec l'impression d'être suivie par un harceleur, stalker (Le Saligaud (p. 126)).
D'autres personnages féminins ont un profil proche, comme Katrine Bratt, Mona Daa. D'autres jeunes femmes sont concernées : Marte Tone, Marte Ruud... 
Et les parties II (p. 309-457) et III (p. 459-599) présentent d'autres pistes, d'autres traumatismes, autant masculins que féminins, d'autres victimes.

### Les policiers
- Mikael Bellman, directeur de la police (d'Oslo), quadragénaire, potentiel futur Ministre de la Justice, à cache-œil noir, photogénique,
- Gunnar Hagen, chef de la Brigade Criminelle (d'Oslo),
- Katrine Bratt, enquêtrice spéciale, inspectrice principale, responsable de l'enquête sur les trois (premières) victimes,
- Truls Bernsten, brigadier 1, simple policier, sans formation, aspirant enquêteur, sur recommandation du directeur, ancien ami d'enfance, prognathe, avec tendance à grouiner,
- Anders Wyller, brigadier 2, nouvel enquêteur, bien formé, holehead,
- Bjørn Holm, policier de la Technique, policier au regard assassin (p. 59), quitté par Katrine au début du récit,
- Berna Lien, responsable de la Technique,
- Zahra, médecin légiste, en hijab,
- Lena, secrétaire de la Direction de la Police,
- Stine, Wolff, et autres enquêteurs,
- Tord Glenn (informaticien), Magnus Skarre, Gina, et autres analystes,
- Sivert Faleid, et son groupe d'intervention,
- Harry Hole, hanté par les problèmes existentiels et d'alcool, ancienne tête pensante de la Brigade, et retiré des enquêtes depuis quelques années après un gros échec, et désormais passionné par sa seule fonction de professeur à l'École supérieure de police,

### Les criminels
La première partie distille des indices sur le suspect, vampire supposé  : amateur de Tinder, santiags, très léger bégaiement, mode opératoire, dentier de force, artiste visuel (p. 163), long séjour au centre pénitentiaire d'Ila (Bærum, Comté d'Akershus, banlieue d'Oslo), tatouage de poitrine (visage d'un démon essayant de sortir), marques de nombreuses opérations de chirurgie plastique ... 
Diverses identités lui sont attribuées, dont Vidar Hansen (p. 190), Valentin Gjertsen (p. 195)...
Les deuxième et troisième parties montrent que les identités et les responsabilités sont plus nombreuses, de même que le prologue (p. 7-8) et l'épilogue (p. 601-605). Parmi les suspects : Lenny Hell, Alexander Dreier, Svein Le Fiancé Finne (p. 204), p. 468, ou p. 539 : 75 ans, 13 enfants, et une libération de pénitencier).

### Les autres
Outre les différents patrons ou gérants de bar, restaurant ou hôtel, figurent :
- Oystein Eikeland, chauffeur de taxi vite licencié, chômeur, barman improvisé, ami d'enfance d'Harry Hole, présent surtout à la fin,
- Les Sabots, autre ami d'enfance d'Harry Hole, juste signalé,
- Mehmet Kalak, barman du Jealousy Bar, endetté, collaborateur un peu forcé,
  - Danail Banks, usurier,
- Rakel Fauke, compagne d'Harry Hole, un certain temps hospitalisée en coma provoqué pour raison médicale,
- Oleg Fauke, 22 ans, fils de Rakel, beau-fils d'Harry Hole, admis en première année d'ESP, malgré une erreur de jeunesse,
  - son amie Helga, son collègue Jésus,
- Ståle Aune, psychologue, ancien consultant de la Brigade Criminelle, intervenant à l'ESP sur le syndrome d'Othello (jalousie morbide)[1], puis dans le petit groupe, 
  - ses références au piège à singe, et au Traité du zen et de l'entretien des motocyclettes de Robert M. Pirsig,
  - son épouse, et sa fille Aurora Aune, 15 ans, et ses problèmes d'adolescente, et davantage,
- Hallstein Smith, psychologue, spécialiste en paraphilie et vampirisme, dont toute la documentation a disparu dans un cambriolage, qui crie au loup pour la troisième fois, intégré au petit groupe, 
  - ses références à Kubin, à la technique japonaise de noircissement des dents ou okaguro (liste des yōkai),
  - sa famille (quatre enfants, épouse responsable d'écoles de yoga), ses patients,
- Ulla Henriksen, épouse de Bellman, soupçonneuse, membre du trio d'enfance (Mikael, Truls, Ulla), sans enfant,
- Isabelle Skøyen, ancienne adjointe à la mairie d'Oslo, accompagnateur professionnel et personnel de Mikael,
- John D. Steffens, hématologue, urgentiste, chef de service à l'hôpital de Ullevål (en),
- Mona Daa, journaliste incisive, du journal VG (Verdens Gang), haltérophile, son réseau, ses amours,
  - son photographe Willy, son amie d'école de journalisme Dora, animatrice de télévision,
- Masa Kanagawa, de la Préfecture de Wakayama, forgeron non homologué, de sabres japonais et de dentiers en métal,
- Madame Wenche Sylversten, voisine des Holle, 2 enfants, 2 aides de maison, sans autre occupation que se maintenir en forme, voyageant en Tesla...

## Éditions
- La Soif, éditions Gallimard, Collection Série Noire, 2017, 388 pages  (ISBN 978-2-0701-4504-1)

## Réception
Le livre est, de très loin, le best-seller 2017 en Norvège.
L'accueil francophone est très favorable,,.